# Шлихтынгова (гмина)
Шлихтынгова (пол. Szlichtyngowa) — гмина (волость) в Польше, входит как административная единица в Всховский повет, Любушское воеводство. Население — 5109 человек (на 2004 год).

## Соседние гмины
1. Гмина Глогув
2. Гмина Котля
3. Гмина Нехлюв
4. Гмина Пенцлав
5. Гмина Слава
6. Гмина Всхова